# 伊藤圭祐
伊藤圭祐（日语：／ Itō Keisuke，1943年10月29日—2006年12月5日） ，日本前男子游泳运动员。他曾获得1962年亚洲运动会男子200米仰泳金牌，还参加了1964年夏季奥运会游泳比赛。